# Smurfenhouse
Smurfenhouse is een muziekstijl die midden jaren 90 nieuw leven werd ingeblazen. Bekende housenummers werden in een andere songtekst door een smurfenstem gezongen. De smurfenstemmen in nummers waren niet nieuw, die werden al gebruikt in het 't Smurfenlied van Vader Abraham in 1977.
Irene Moors nam 2 cd's met de smurfen op, genaamd Smurf The House en Welkom in Smurfenland. Het nummer No Limit van Irene Moors & De Smurfen haalde zelfs de Nederlandse Top 40, waar het vrijwel direct op nummer 1 kwam.
De Smurfenhouse was erg populair in discotheken voor zowel de jeugd als de volwassenen. Ook bij het televisieprogramma Telekids werd er veel aandacht aan besteed vanwege presentatrice Irene Moors haar rol bij zowel smurfen als Telekids.

## Albums
- 3,2,1 Smurfenhits!
- De Smurfenbus
- De wilde Smurf
- Feest
- Ga mee naar Smurfenland (Irene Moors & De Smurfen)
- Party House hits
- Smurf The House (De Smurfen & Irene Moors)
- Smurfen Fiësta
- Smurfen Holiday
- Smurfen Houseparty
- Smurfen Surprise
- Smurfenparade
- Top Of The Smurfs
- Wij zijn de Smurfen!
- Kids Music Party (Irene Moors & De Smurfen)